# Dawn Bender
Dawn Bender (* 21. Februar 1935 in Glendale, Kalifornien) ist eine US-amerikanische Schauspielerin.

## Leben
Dawn Bender wurde 1935 im kalifornischen Glendale geboren. Sie besuchte die Schule in Eagle Rock, einem zu Los Angeles gehörendem Stadtteil. Bereits im Alter von zwei Jahren spielte Bender ihre erste Rolle als Baby Lisa in Confession an der Seite von Basil Rathbone und Kay Francis. In den folgenden Jahren wirkte sie als Kind und Teenager in mehreren anderen Filmproduktionen mit. 1953 spielte Bender eine Nebenrolle als Katherine Follets in Theaterfieber unter Regie von George Cukor. Ihre einzige Hauptrolle spielte sie 1959 als Betty Morgan im Science-Fiction-Film Teenagers from Outer Space, der trotz seiner billigen Produktionsumstände einen gewissen Kultstatus erreichte. Nach diesem Streifen beendete sie ihre Schauspielkarriere und wurde später hauptberuflich Lehrerin. Zudem war sie zwischen 1956 und 1963 als Teenage Consultant für die Betreuung jugendlicher Darsteller an Filmsets verantwortlich, darunter für die Komödie In Liebe eine 1.
Anfang der 1970er Jahre wurde in den Medien aufgrund einer Namensverwechslung der Tod Dawn Benders gemeldet. In den folgenden Jahren gaben mehrere Publikationen über Teenagers from Outer Space die von der Öffentlichkeit zurückgezogen lebende Schauspielerin als verstorben an. Erst nach einem 2006 veröffentlichten Interview mit Bender klärte sich die Verwechslung.
Neben ihrer Tätigkeit als Filmschauspielerin wirkte Dawn Bender in mehr als 500 Radioproduktionen mit. Sie war außerdem als Schauspielerin an mehreren Theatern in der Umgebung von Los Angeles tätig. Bender war von 1953 bis 1955 mit dem Schauspieler Warren Vanders verheiratet, den sie am College kennengelernt hatte. Die Ehe wurde geschieden. Mit ihrem dritten Ehemann Emmett Jacobs, einem früheren Professor der Loyola Marymount University, lebt sie heute in der Nähe von Los Angeles.

## Filmografie
- 1937: Confession
- 1944: Till We Meet Again
- 1945: Polonaise (A Song to Remember)
- 1945: Onkel Harrys seltsame Affäre (The Strange Affair of Uncle Harry)
- 1946: Der Todesreifen (Suspense) (Szenen geschnitten)
- 1953: Das letzte Signal (Island in the Sky)
- 1953: Theaterfieber (The Actress)
- 1955: Der gläserne Pantoffel (The Glass Slipper)
- 1959: Teenagers from Outer Space